# 鳥人戰隊噴射人
《鳥人戰隊噴射人》，是由日本東映製作的《超級戰隊系列》第15部特攝作品，於1991年（平成3年）2月15日至1992年2月14日期間每週五下午5時30分在朝日電視台首播。

## 故事概要
西曆199X年，為了守護地球與人類和平的地球防衛軍Sky Force則在環繞地球的衛星軌道上設置了24小時不停地監視地球之宇宙基地－Earth Ship，同時擔任Sky Force的女性長官－小田切綾亦展開一項名為「J Project」的特別計劃，其用意為運用特殊開發之能源「Birdnick Wave」注入人體內，讓之進而成為一位超乎常人的超級戰士，而其中兩名內定人選則為天堂龍以及其女友藍理繪。
而當天堂龍剛完成Birdnick Wave的照射後，來自裏次元世界的組織－次元戰團拜拉姆亦正式向地球宣戰，揚言要破壞地球與人類及征服宇宙，於是他們率先對Earth Ship大肆破壞，而藍理繪亦在逃生期間卻意外被宇宙風暴捲走，而小田切長官亦迫不得已帶同失落的龍搭乘Jet Hawk離開Earth Ship前往地球。而餘下的四個Birdnick Wave在被破壞後則化為閃電，並且有四名普通人均各被閃電擊中，隨後龍與小田切長官則召集其餘四人成為「鳥人戰隊噴射人」與拜拉姆對戰。

## 作品特色
- 以「鳥類」為主題的戰隊作品，並為繼《太陽戰隊太陽火神》及《超獸戰隊生命人》後第三部以「動物」作為主題的作品，同時亦因為以鳥類為特徵，所以每位戰隊成員皆具短時間的飛行能力。
- 有別於過往戰隊作品，此作首次加入戰隊隊員戀愛的故事元素。
- 首次出現三號大型機械人（Tetraboy）。
- 首次出現由女性擔任戰隊司令官（小田切綾）。

## 登場角色

### 鳥人戰隊噴射人
鳥人戰隊噴射人，由已接受了能源Birdnick Wave照射的Sky Force一員天堂龍以及四位被化為閃電的Birdnick Wave擊中之普通人組成的戰鬥隊伍。
天堂 龍（てんどう りゅう）／ 紅鷹
演：田中弘太郎
噴射人的隊長。
先前為受聘於Sky Force的軍人，在成功接受了Birdnick Wave照射後則成為噴射人。
由於其本身已在Sky Force接受過嚴格訓練，故其戰鬥能力較高，並尤為擅長劍術。
其女友藍理繪原先亦為噴射人之人選，後來在拜拉姆襲擊Earth Ship期間卻被宇宙風暴捲走，而未能救她的龍當初亦傷心欲絕，但隨後在小田切長官給他一記耳光後則讓他醒悟及振作。
曾遭到香的表白，但因為其自身與理繪仍保留感情而回拒。
在知悉理繪被成為拜拉姆的幹部－瑪莉亞後仍執著拯救她，而在瑪莉亞被拉迪格怪物化後卻以親吻形式讓其變回理繪，但其後被拉迪格重傷的理繪則認為自己雙手已沾滿鮮血而拒救並自願接受逝去。
後來在理繪逝世後龍則決心單挑拉迪格並與其同歸於盡，然而未果後則被香的鼓勵所打動，而最後在消滅拉迪格後則與香交往三年後結婚。
鹿鳴館 香（ろくめいかん かおり）／ 白天鵝
演：岸田里佳
被白色的Birdnick Wave擊中之人選。
其為家財萬貫、出身富貴的鹿鳴館財團之千金小姐，在知悉自己因被Birdnick Wave擊中而意外成為戰士後，內心高興的她則認為藉此能夠擺脫其無聊的富貴生活。
在變身後則擅長射擊，並能華麗地狙擊敵人弱點。
在加入噴射人初期卻因對機械操作方面非常厭煩，甚至駕駛了Jet Swan時發生失誤，讓長官與龍感到不高興，她甚至氣憤地差點想退出噴射人，後來也是龍的努力及信任香一定會回來，而且克服萬難，因此才會鼓起勇氣繼續擔任噴射人。
初期對龍漸漸產生愛意，但自己亦被雷太與凱所戀慕，然而後來在嘗試與龍表白時卻知悉龍仍對理繪存有感情而選擇放棄；其後因凱屢次捨身拯救其，深受感動的香亦開始與之交往，然而因兩人的生活習慣之差異而屢次出現分歧，最後分手。
其後在與拉迪格決戰期間則親自鼓勵痛失理繪的龍而讓他振作，而最後在消滅拉迪格後則與之交往三年後結婚。
大石 雷太（おおいし らいた）／ 黃梟
演：成瀨富久
被黃色的Birdnick Wave擊中之人選。
是位在鄉郊種植蔬菜的農夫，在知悉自己意外成為戰士後卻因其本身討厭暴力關係而拒絕加入噴射人，後來在與選擇討伐其的香之交流下加上拜拉姆的無差別攻擊，在無可奈何之情況下亦只好接受現實。
在變身後則其力氣亦為五人中最大，戰鬥時會以投擲技與相撲技等之近身肉搏戰為主。
早坂 亞子（はやさか アコ）／ 藍燕子
演：內田小百合
被藍色的Birdnick Wave擊中之人選。
是位高中生，而本身其在學校體育的成績尤為平庸，後來在被Birdnick Wave擊中後，其速度及跳躍力卻意外進步了不少；而當初在知悉自己意外成為戰士後卻希望自己能夠獲得薪金，結果香隨即給予其一千萬日圓的支票，但最後在經戰鬥後卻認識到作為戰士之責任而將其支票回退。
在變身後則以低空飛行及特技動作為其戰鬥技巧。
在與拜拉姆的戰爭完結的三年後則已成為藝人。
結城 凱（ゆうき がい）／ 黑禿鷹
演：若松俊秀
被黑色的Birdnick Wave擊中之人選。
是個無業遊民，平時最喜歡在酒吧吹奏色士風、喝酒賭博及泡妞為樂。
其個性輕浮且我行我素，而剛開始並不想加入噴射人，甚至數度與龍發生衝突，後來在一連串發生了拜拉姆襲擊人類後也影響自己的生活，而最後亦選擇加入戰鬥。
在變身後則擅長粗暴的近身肉搏戰。
初期對香存有好感，但因為香喜歡龍關係而對此嫉妒，後來因自己屢次捨身拯救香，故深受感動的香亦開始與凱交往，然而因兩人的生活習慣之差異而屢次出現分歧，最後分手。
而最後在龍與香結婚當天追捕扒手時卻被對方刺傷，其後負傷的凱在抵達教堂並祝福兩人過後則坐在長椅上閉上雙目（生死未卜）。
其他登場作品：《海賊戰隊豪快者》

#### 噴射人的協力者／相關者
小田切 綾（おだぎり あや）
演：三輝光輝子
Sky Force的幹部，亦為噴射人的長官。
個性剛柔並濟的女子，對噴射人尤為嚴格但仍留有母性般的慈祥，而其自身亦具優秀的戰鬥能力。
桂
演：早川雄三
侍奉鹿鳴館財團的總執事。

### 次元戰團 拜拉姆
次元戰團 拜拉姆，為來自裏次元世界的武裝軍團，為能順利統治銀河系而瞄準表次元的地球作為目標。
裏次元伯爵 拉迪格
演：舘大介
拜拉姆的幹部。
是個性格殘忍、邪惡的鐵面男子，而其真面目為一頭樣子恐怖的怪物－凶獸拉迪甘。
在珠莎來到地球時卻試圖將之殺害並取得其身上的蟬丸，然而在敗露後卻被對方重創失憶及淪為人類。其後拉迪格則被一名身患絕症的人類女生救起並與她發生了感情，同樣地亦意外將其身上的病症消除，但在恢復記憶後則變回原貌與噴射人一起對付珠莎。而在殺死珠莎後該名女生亦出現在其面前並希望他能改邪歸正，但拉迪格始終本性難移，甚至還將她殺害。
在托蘭沙以盛氣凌人的方式成為拜拉姆的支配者後則對其存有不滿；而在托蘭沙以魔神機械人維羅尼卡出戰時則刺殺其不果，後在逃脫後則以人類樣貌成功利用龍／紅鷹擊敗托蘭沙。
對理繪／瑪莉亞一見鍾情，故在將她救起後則對之洗腦成為拜拉姆的幹部；後期更獻上其鮮血予瑪莉亞強化為嗜血的怪物，而當瑪莉亞變回理繪時卻再次拉攏她，結果在反被理繪刺傷後則將其重傷。
及後在與噴射人決戰時卻以其在維羅尼卡所吸收的能量進而蛻變為大型怪物拉迪姆，並讓噴射人陷入苦戰，但最後因被噴射人發現其早前被理繪刺傷的傷口而對之攻擊，結果拉迪格亦因而被消滅。
瑪莉亞／藍 理繪（あおい リエ）
演：丸山真穗
拜拉姆的幹部，而其武器為可變形為西洋劍及鞭子的短杖。
原為龍的女友，亦同樣作為噴射人之人選，但在拜拉姆襲擊Earth Ship期間意外被宇宙風暴捲走，其後被一見鍾情的拉迪格救起後則遭到洗腦成為拜拉姆的幹部。
後來曾因被三魔神的攻擊下變回原有人類樣貌及人格，但其後隨即被拉迪格再度洗腦而變回瑪莉亞。
後期瑪莉亞則接受了拉迪格之鮮血而蛻變為嗜血的怪物，其後在戰鬥期間卻被龍之深情一吻而變回理繪。及後拉迪格的出現並再次拉攏她時卻趁機刺傷拉迪格後則被對方重傷，而負傷的理繪在有感自己的雙手沾滿鮮血而選擇拒救並要求龍忘掉她，最後在被格雷帶走後並在格雷的懷抱中離世，而格雷亦將其身體化為光芒後則散播於海洋中。
格雷
演：日下秀昭
拜拉姆的幹部。
是個會抽雪茄的黑色機械人，而使用武器則為其肩背的加農炮及能發射子彈的雙手臂。
原本是個沒有感情且只會破壞的機械人，後來自瑪莉亞的出現並展現其女性的温柔而對她產生微妙的感情，甚至亦想好好保護她。
與凱則為對手關係；而在瑪莉亞離世後則與凱進行一對一單挑決戰，結果卻輸給對方。隨後在凱替其點燃最後一支雪茄後，格雷便回想著瑪莉亞安然離世。
托蘭→托蘭沙
演：久我未來（托蘭）→廣瀨匠（托蘭沙）
拜拉姆的幹部。
初期其外貌年齡則等同於人類的小孩子，並擅長透過按下其右手臂的按鈕操縱念力攻擊；而成長為托蘭沙後更配以西洋劍作為武器。
後來在其小孩子的樣貌遭到其他幹部所嘲笑後，不受羞辱的托蘭便藉着一己之力將自己急速成長為托蘭沙，並且以壓倒性的實力擊敗噴射人與拜拉姆其他幹部，最後更登上拜拉姆的頂點成為其支配者。
後期出動魔神機械人維羅尼卡期間卻遭到拉迪格的反擊；其後在拉迪格成功利用龍／紅鷹擊敗其後則被噴射人重創，最後精神失常的托蘭沙在被他人發現後則被囚禁於醫院內度過餘生。
女帝 珠莎
演：高都幸子
於第17-18集登場。
曾經統領著拜拉姆，在一場戰爭中因進入長眠而失去蹤影。
後來抵達了地球時其已懷有魔獸蟬丸，並藉對人類釋放讓之長出結晶的能量以吸取其痛楚時的哀嚎讓蟬丸成長。
而最後當珠莎被噴射人擊敗後，負傷的她則於誕下蟬丸後隨即被拉迪格消滅。
蟬丸
由珠莎誕下的魔獸，於第18集誕生。
被殺害了珠莎的拉迪格撫養長大，其後更蛻變為可怕的魔獸，其威力亦能擊敗Jet Icarus。
然而最後則被Super Jet Icarus消滅。
次元獸／生化次元獸
為拜拉姆幹部將名為次元蟲之子蟲寄生於指定物體後再由該物體轉化之怪物；另外次元蟲子蟲亦能讓次元獸巨大化。
後期瑪莉亞亦成功將生物基因注入次元蟲內，讓之轉化為生化次元蟲，而被該次元蟲寄生並轉化之怪物亦名為「生化次元獸」，然而生化次元蟲並非完全的生命體，故並不具備繁殖能力。
格林漢姆兵
拜拉姆的兵卒。
其使用武器為斧頭狀的劍；另外其手指皆能發射子彈。

### 地球防衛軍Sky Force
地球防衛軍Sky Force，主旨為守護地球和平的軍事組織，亦為噴射人的隸屬組織。
小田切 綾
參照噴射人的協力者／相關者。
天堂 龍
參照鳥人戰隊噴射人。
藍 理繪
參照次元戰團 拜拉姆。
一條總司令
演：手塚秀彰
率領新噴射人的Sky Force司令官，於第40-41集登場。
是個毫無人性及無恥的小人，當初對被任命為噴射人負責人的小田切長官滿懷妒忌與憎恨，而在噴射人無法變身期間亦對其能夠回復變身一事則刻意暪騙結果，並且對其部下之生命毫不在乎。
後來在生化次元獸隕石貝姆入侵Sky Camp時並沒有應變能力，並且遭到隕石貝姆攻擊，而最後被提及雖沒有生命危險，但似乎亦不能再東山再起。
新噴射人
演：望月祐多（J1）、笠原龍司（J2）、渡邊實（J3）、宮崎剛（J4）、長門美由樹（J5）
為Sky Force新成立的第二支鳥人戰隊，其代號為「J1-J5」，於第40-41集登場。
其接受過相關的軍事訓練，配備生化高科技武器，而與噴射人不同的是，新噴射人的戰服上裝載鳥人能源波反應爐。
初期對噴射人之態度尤為惡劣，後來在J1無意中聽到一條總司令與小田切長官之對話及知悉在隕石貝姆入侵Sky Camp時毫無人性之舉動後，五人則決定向噴射人道出真相，並且將其戰衣上的鳥人能源波反應爐之能量轉移至噴射人的Cross Changer讓其回復變身能力。

### 其他角色
裏次元Dementia的戰士
於第23-24集登場。
三人於其故鄉Dementia被拜拉姆摧毀後則利用其僅存的科技製作Jet Garuda／Bird Garuda後便駕駛其前往地球誓向拜拉姆報復。
然而三人最後卻被拉迪格相繼殺害，而三人所遺下的Jet Garuda／Bird Garuda亦因而成為噴射人的伙伴。
雷
演：石渡讓二
三人中的隊長，與坎娜為戀人關係。
然而最後在駕駛Jet Garuda期間卻被拉迪格殺害。
坎娜
演：前田賀奈子
三人中唯一的女性，與雷為戀人關係。
然而最後在雷被殺後不久則被拉迪格殺害。
丹
演：藤原秀樹
三人中年紀最小的一員。
個性活潑玩鬧，並且對亞子有好感，但在雷跟坎娜被拉迪格殺害後則獨自走進被其奪去及操縱的Bird Garuda與之單挑，然而最後則不敵其而陣亡。
三魔神
於第30-32集登場。
自太古年代便作為人類天敵的存在，他們會將人類轉化為果實後食用。
後來在一處山洞內經過長年累月的沉睡後則被人類意外發現並喚醒。
拉蒙
聲：丸山詠二
被拉迪格復活之魔神，以劍及尖牙刃作為武器。
與戈爾古不願成為拉迪格的手下；但最後在吸收瀕死的戈爾古時卻被拉迪格暗藏於戈爾古體內的生化次元蟲寄生，隨後在巨大化後則被Hyber Haken消滅。
戈爾古
聲：桑原毅
被拉迪格復活之魔神，以雙叉長槍作為武器。
在巨大化後卻被Tetra Buster重創，其後瀕死的他於被拉蒙吸收時卻被拜拉姆帶走，而最後拉迪格於其體內暗藏數只生化次元蟲並交還予拉蒙時則與被生化次元蟲寄生的拉蒙合體。
姆
聲：河合義雄
拉蒙與戈爾古的手下，以依附於其雙手臂的刀刃為武器。
被人類意外喚醒後為了能夠喚醒拉蒙與戈爾古而對外找尋擁有戰士體魄之血液予以兩人；但最後在被噴射人重創後，負傷的姆卻被甦醒的拉蒙與戈爾古認為沒有利用價值而遭對方消滅。

## 噴射人的裝備

### 裝備／武器
Cross Changer
配戴於噴射人雙手腕的變身器兼通訊器。
Birdnick Suit
噴射人在變身後所穿的戰鬥強化服。
其背部皆配備Jet Wing，能讓噴射人維持短時間飛行。
Bringer Sword
噴射人的劍型武器。
Bird Blaster
噴射人的槍械武器。
利用空氣中的光能量作為補給，並能與Bringer Sword組合為Jet Hand Cannon，而五人於同時發動槍擊Bird Bomber亦能消滅次元獸。
Wing Gauntlet
噴射人的重裝型臂甲。
可發射光束及以更大威力拳擊敵人。
Beak Smasher
為噴射人後期成功製造的光束槍武器，於第33集初登場。
其能夠根據敵人的熱源狙擊之，並且可與Bird Blaster組合後使出必殺技Smash Bomber，而其威力則為Bird Bomber的3倍。
Jet Striker／Fire Bazooka
由龍／紅鷹駕駛的紅色戰鬥賽車，於第6集初登場。
後期龍與凱亦合力改造為變形火箭炮Fire Bazooka，以集中五人的能量後則釋放類似鳳凰的光束。
Jet Speeders
為主要由凱／黑禿鷹與亞子／藍燕子駕駛的兩台機車，於第6集初登場。
Jet Bouncer
噴射人的休旅車，於第2集初登場。
可行走任何地形，而其配備武器為等離子加特林炮。

### 大型機械
Jet Machine
為噴射人的五台特殊戰鬥機。
 Jet Hawk
由紅鷹駕駛的Jet Machine之1號機。
其性能為五台Jet Machine中最平均，而配備武器為兩門光束加農炮Plasma Hawk Cannon。
為Icarus Haken的機首、Jet Icarus的頭部及身軀。
 Jet Condor
由黑禿鷹駕駛的Jet Machine之2號機。
其飛行速度為五台Jet Machine中最高，同樣其機首亦內置重力波發生裝置可衝破障礙物，而配備武器為三門光束火神炮Condor Vulcan。
為Icarus Haken的尾部、Jet Icarus的右腿。
 Jet Owl
由黃梟駕駛的Jet Machine之3號機。
可垂直升降，並具有強勁力量，能夠利用其機體下方之鉤爪舉起大型岩石。
為Icarus Haken的右尾翼、Jet Icarus的右手臂。
 Jet Swan
由白天鵝駕駛的Jet Machine之4號機。
具有高性能的探索雷達，而配備武器為光束炮Swanee Pulsar。
為Icarus Haken的尾部、Jet Icarus的左腿。
 Jet  Swallow
由藍燕子駕駛的Jet Machine之5號機。
具有優越的運動性能，並配備可分離的攻擊型機翼Wing Cutter。
為Icarus Haken的左尾翼、Jet Icarus的左手臂。
Bird Garuda／Jet Garuda
於第23集初登場。
由來自裏次元Dementia的三位戰士以僅存的科技製作之大型機械，後來於該三人被拜拉姆殺害後隨之成為噴射人的新伙伴。
能變形為大型噴射機（Bird Garuda）及大型機械人（Jet Garuda）兩種型態，當中Bird Garuda的配備武器為兩門導彈炮Garu Vulcan以及從其嘴部釋放之冷凍光束Diamond Blizzard等；而Bird Garuda的胸膛能夠釋放光束Garuda Burst，而其雙眼亦能發出透視光線；而其必殺技為對敵人爪擊的「Garuda Claw」。
Tetraboy
由小田切長官開發之噴射人第三台大型機械人，於第31集初登場。
為具人工意識的機械人，其身型雖較Jet Icarus與Jet Garuda幼小，但其機動性及靈活度尤為優越。另外其自身亦能變形為四門加農炮Tetra Buster。

#### 合體型態
Icarus Haken
由五台Jet Machine合體的大型戰鬥機，於第5集初登場。
其必殺技為「Jet Phoenix」，以類似鳳凰般自燃機體後則高速衝破敵人。
Jet Icarus
由五台Jet Machine合體的大型機械人，於第6集初登場。
配備武器皆有必殺軍刀Birdnick Saber、盾牌Wing Shield及長槍Jet Lancer等。
Great Icarus
由Jet Icarus與Jet Garuda超級合體的大型機械人，於第24集初登場。
其必殺技為由胸膛及雙爪釋放的高壓光束「Bird Maser」。
Hyper Haken
由Icarus Haken與Bird Garuda合體的大型戰鬥機，於第32集初登場。
其必殺技為以類似光速之速度衝破敵人的「Hyper G Attack」。

## 設定
Earth Ship
原為Sky Force位於環繞地球軌道漂浮之太空基地。
在拜拉姆正式進攻地球當天則被其摧毀。
Sky Camp
噴射人的基地。
魔城 拜洛克
拜拉姆的要塞。
其漂浮於次元狹間，而內部則為沒有重力定律的廣闊空間。
而最後在噴射人與拉迪姆決戰時則化為拉迪姆之鎧甲。
魔神機械人 維羅尼卡
由托蘭沙設計及製造的大型機械人，於第44-45集登場。
由拜拉姆四位幹部合力操縱，以人類的生命作為能量，而其武器則為斧頭外型的劍。
然而最後則被Great Icarus與Tetraboy合力消滅。

## 製作團隊
製作人員：
- 原作：八手三郎
- 製作人：
  - 朝日電視台：宇都宮恭三、梶淳
  - 東映：鈴木武幸

- 劇本：井上敏樹、荒木憲一、川崎裕之、荒川稔久、藤井邦夫、渡邊麻實、八渡直樹、增田貴彥
- 導演：雨宮慶太、新井清、東條昭平、坂本太郎、蓑輪雅夫
- 配樂：外山和彦
- 特攝導演：佛田洋
- 製作：朝日電視台、東映、東映Agency

皮套演員：
-  紅鷹：新堀和男、前田浩
-  白天鵝：蜂須賀祐一、赤田昌人
-  黃梟：石垣廣文
-  藍燕子：蜂須賀昭二
-  黑禿鷹：大藤直樹

## 播放列表
以下時間以當地時間（日本時間）為準：
| 日本首播日期 | 集數 | 標題 （日語）（漢譯） | 主役拜拉姆／魔神一方                                   | 編劇              | 導演     |
| ------------ | ---- | --------------------- | ------------------------------------------------------ | ----------------- | -------- |
| 1991/02/17   | 1    | 尋找戰士              | - 次元蟲（母蟲） - 戰鬥機次元（第2集）                 | 井上敏樹          | 雨宮慶太 |
| 1991/02/24   | 2    | 第三位戰士            | - 次元蟲（母蟲） - 戰鬥機次元（第2集）                 | 井上敏樹          | 雨宮慶太 |
| 1991/03/03   | 3    | 五種力量！            | - 水龍頭次元（聲：森篤夫）                             | 井上敏樹          | 新井清   |
| 1991/03/10   | 4    | 戰鬥新娘              | - 道路次元                                             | 井上敏樹          | 新井清   |
| 1991/03/17   | 5    | 愛上我吧              | - 道路次元                                             | 井上敏樹          | 東條昭平 |
| 1991/03/24   | 6    | 憤怒的機械人！        | - 房屋次元                                             | 井上敏樹          | 東條昭平 |
| 1991/03/31   | 7    | 龍的結婚！？          | - 鏡次元（聲：桑原毅）                                 | 井上敏樹          | 坂本太郎 |
| 1991/04/07   | 8    | 微笑的鑽石            | - 鑽石次元                                             | 荒木憲一          | 坂本太郎 |
| 1991/04/14   | 9    | 泥孩之戀              | - 時裝次元（聲：依田英助）                             | 川崎裕之          | 蓑輪雅夫 |
| 1991/04/21   | 10   | 泡麵                  | - 麵條次元（神拉麵）（聲：神山卓三）                   | 荒川稔久          | 蓑輪雅夫 |
| 1991/04/28   | 11   | 危險的遊戲            | - 販賣機次元（聲：梅津秀行）                           | 藤井邦夫          | 東條昭平 |
| 1991/05/05   | 12   | 前往地獄的巴士        | - 巴士次元                                             | 井上敏樹          | 東條昭平 |
| 1991/05/12   | 13   | 愛的迷宮              | - 照相機次元（聲：梅津秀行）                           | 井上敏樹          | 蓑輪雅夫 |
| 1991/05/19   | 14   | 愛的必殺砲            | - 照相機次元（聲：梅津秀行）                           | 井上敏樹          | 蓑輪雅夫 |
| 1991/05/26   | 15   | 高中生戰士            | - 聲音次元（聲：西尾德）                               | 渡邊麻實          | 新井清   |
| 1991/06/02   | 16   | 紙張的叛亂            | - 紙張次元                                             | 荒木憲一          | 新井清   |
| 1991/06/09   | 17   | 復活的女帝            | - 女帝 珠莎（魔獸珠莎）（演、聲：高都幸子）            | 井上敏樹          | 坂本太郎 |
| 1991/06/16   | 18   | 凱，死了！            | - 女帝 珠莎（魔獸珠莎）（演、聲：高都幸子）            | 井上敏樹          | 坂本太郎 |
| 1991/06/23   | 19   | 看見了！              | - 占卜次元（聲：土井美加／演（人類型態）：荒木瞳）     | 荒川稔久          | 雨宮慶太 |
| 1991/06/30   | 20   | 結婚吸塵器            | - 吸塵器次元（聲：山口健）                             | 荒木憲一          | 雨宮慶太 |
| 1991/07/07   | 21   | 會步行的垃圾          | - 垃圾次元（布坦）（聲：松本梨香）                     | 荒木憲一          | 東條昭平 |
| 1991/07/14   | 22   | 爆發的戀情            | - 魔獸蟬丸                                             | 井上敏樹          | 東條昭平 |
| 1991/07/21   | 23   | 新戰隊登場            | - 魔獸蟬丸                                             | 井上敏樹          | 雨宮慶太 |
| 1991/07/28   | 24   | 超級機器人出擊        | - 魔獸蟬丸                                             | 井上敏樹          | 雨宮慶太 |
| 1991/08/04   | 25   | 會笑的影子人          | - 燈光犰狳 - 影子人／影子噴射人                        | 荒木憲一          | 蓑輪雅夫 |
| 1991/08/11   | 26   | 我是原始人            | - 時空猛獁（聲：神山卓三）                             | 荒川稔久          | 蓑輪雅夫 |
| 1991/08/18   | 27   | 魔界大逃亡            | - 亡靈次元獸軍團                                       | 荒木憲一          | 東條昭平 |
| 1991/08/25   | 28   | 元祖次元獸            | - 吹風機次元（聲：梅津秀行）                           | 荒川稔久          | 東條昭平 |
| 1991/09/01   | 29   | 最後的戰鬥            | - 鎧甲蛇（聲：森篤夫）                                 | 渡邊麻實 八渡直樹 | 東條昭平 |
| 1991/09/08   | 30   | 三魔神甦醒            | - 三魔神                                               | 井上敏樹          | 蓑輪雅夫 |
| 1991/09/15   | 31   | 戰隊解散！            | - 三魔神                                               | 井上敏樹          | 蓑輪雅夫 |
| 1991/09/22   | 32   | 羽翼啊！再次振起      | - 三魔神                                               | 井上敏樹          | 雨宮慶太 |
| 1991/09/29   | 33   | 蟑螂啊                | - 黏體蟑螂（聲：桑原毅）                               | 荒木憲一          | 雨宮慶太 |
| 1991/10/06   | 34   | 龍的背叛              | - 異次元生命體 地獄美杜莎                              | 荒川稔久          | 東條昭平 |
| 1991/10/13   | 35   | 鴿子給予的戰鬥勇氣    | - 毒氣鼠                                               | 荒木憲一          | 東條昭平 |
| 1991/10/20   | 36   | 行走的食慾！螞蟻人    | - 火炮蟻 - 螞蟻人                                      | 井上敏樹          | 雨宮慶太 |
| 1991/10/27   | 37   | 誕生！帝王托蘭沙      | - 魚雷鯧                                               | 井上敏樹          | 雨宮慶太 |
| 1991/11/03   | 38   | 冷不防的一槌！        | - 雷射蜥蜴（聲：西尾德） - 槌子變色龍                  | 增田貴彥          | 蓑輪雅夫 |
| 1991/11/10   | 39   | 轉動生命的輪盤        | - 狙擊貓（聲：岸野一彦）                               | 荒川稔久          | 蓑輪雅夫 |
| 1991/11/17   | 40   | 命令！戰隊交代        | - 隕石貝姆                                             | 荒木憲一          | 東條昭平 |
| 1991/11/24   | 41   | 無法變身！基地崩壞    | - 隕石貝姆                                             | 荒木憲一          | 東條昭平 |
| 1991/12/01   | 42   | 在我懷裡睡著吧！      | - 試驗機械人G2（聲：牟田彰子）                         | 井上敏樹          | 蓑輪雅夫 |
| 1991/12/08   | 43   | 潛入長官的體內        | - 水蛭鑽頭                                             | 井上敏樹          | 蓑輪雅夫 |
| 1991/12/15   | 44   | 魔神機械人！貝洛尼卡  | - 魔神機械人 貝洛尼卡                                  | 井上敏樹          | 雨宮慶太 |
| 1991/12/22   | 45   | 勝利滋味的熱牛奶      | - 魔神機械人 貝洛尼卡                                  | 井上敏樹          | 雨宮慶太 |
| 1992/01/12   | 46   | 番茄田的大魔王        | - 異次元生命體 梅塔摩爾（番茄大王） （聲：橫井弦之助） | 荒木憲一          | 東條昭平 |
| 1992/01/19   | 47   | 帝王托蘭沙的榮光      | -                                                      | 井上敏樹          | 東條昭平 |
| 1992/01/26   | 48   | 呼喚死亡的親吻        | -                                                      | 井上敏樹          | 蓑輪雅夫 |
| 1992/02/02   | 49   | 瑪莉亞⋯愛與死亡       | -                                                      | 井上敏樹          | 蓑輪雅夫 |
| 1992/02/09   | 50   | 各自的死鬥            | -                                                      | 井上敏樹          | 雨宮慶太 |
| 1992/02/16   | 51   | 展翅飛翔吧！鳥人啊    | -                                                      | 井上敏樹          | 雨宮慶太 |

## 音樂
片頭曲：
作詞：荒木豐久
作曲、編曲：津野剛司
演唱：影山浩宣
片尾曲：
作詞：荒木豐久
作曲：津野剛司
編曲：山本健司
演唱：影山浩宣
原創插曲：

作詞：荒木豐久
作曲：津野剛司
編曲：山本健司
演唱：影山浩宣

作詞：井上敏樹、里乃塚玲央
作曲：松澤浩明
編曲：石田勝範
演唱：若松俊秀

作詞：里乃塚玲央
作曲：柴矢俊彦
編曲：KAZZ TOYAMA
演唱：影山浩宣

作詞：安藤芳彦
作曲：津野剛司
編曲：KAZZ TOYAMA
演唱：森之木兒童合唱團

作詞：八手三郎
作曲：柴矢俊彦
編曲：石田勝範
演唱：副島俊直、SHINES

作詞：里乃塚玲央
作曲、編曲、演唱：KAZZ TOYAMA

作詞：安藤芳彦
作曲：小杉保夫
編曲：KAZZ TOYAMA
演唱：齊藤小百合

作詞：八手三郎
作曲：小杉保夫
編曲：石田勝範
演唱：影山浩宣

作詞：八手三郎
作曲、編曲：KAZZ TOYAMA
演唱：影山浩宣

作詞：荒川稔久
作曲、編曲：若松俊秀
演唱：岸田里佳、內田小百合
非原創插曲：

作詞：鮎川惠
作曲、編曲：金田一郎
演唱：PINK SAPPHIRE

作詞：小暮閣下
作曲：Ace清水
編曲：聖飢魔II、松崎雄一
演唱：聖飢魔II

作詞：白峰美津子
作曲：上田知華
編曲：新川博
演唱：Lip's

## 其他相關媒體
遊戲
《鳥人戰隊噴射人》
由Natsume開發，並與此作同名的紅白機動作遊戲，於1991年12月21日發售。
小說
《噴射人》
此作主編劇－井上敏樹的寫作小說，於1992年2月至1995年3月期間發售，共3冊。
漫畫
《鳥人戰隊噴射人 穿越時空》
由漫畫家藤井明子著作，於1996年8月發售。

## 海外播放
香港曾於1999年期間由無綫電視翡翠台以《飛鳥戰隊》為譯名播出。

## 外部連結
- 鳥人戦隊ジェットマン （页面存档备份，存于）（スーパー戦隊ネット内の紹介記事）
- DVD 鳥人戦隊ジェットマン特集（東映ビデオ内にあるサイト）